# Liste der Teilnehmer der UEFA Europa League

Logo der UEFA Europa League

Diese Liste verzeichnet alle Mannschaften, die seit der Gründung der UEFA Europa League in der Saison 2009/10 an den Gruppen- und Endrunden des Fußballturniers teilgenommen haben. Die Teams sind nach ihren Herkunftsländern geordnet. Fette Jahreszahlen kennzeichnen die Gewinner des Wettbewerbes. Teams mit einem Sternchen (*), kamen als Gruppendritte aus der UEFA Champions League in die K-.O-. Runde des UEL. Teilnehmer der Qualifikation sind nicht aufgelistet.

## Albanien
|  | Verein              | Anzahl | Teilnahmen       |
|  | ------------------- | ------ | ---------------- |
|  | KF Skënderbeu Korça | 2      | 2015/16, 2017/18 |

## Aserbaidschan
|  | Verein        | Anzahl | Teilnahmen                                                                      |
|  | ------------- | ------ | ------------------------------------------------------------------------------- |
|  | Qarabağ Ağdam | 9      | 2014/15, 2015/16, 2016/17, 2018/19, 2019/20, 2020/21, 2022/23, 2023/24, 2024/25 |
|  | Neftçi Baku   | 1      | 2012/13                                                                         |
|  | FK Qəbələ     | 2      | 2015/16, 2016/17                                                                |

## Belarus
|  | Verein        | Anzahl | Teilnahmen                                    |
|  | ------------- | ------ | --------------------------------------------- |
|  | BATE Baryssau | 5      | 2009/2010, 2010/11, 2012/13, 2017/18, 2018/19 |
|  | Dinamo Minsk  | 2      | 2014/15, 2015/16                              |

## Belgien
|  | Verein                      | Anzahl | Teilnahmen                                                                       |
|  | --------------------------- | ------ | -------------------------------------------------------------------------------- |
|  | RSC Anderlecht              | 8      | 2009/10, 2010/11, 2011/12, 2014/15, 2015/16, 2016/17, 2018/19, 2024/25           |
|  | Royal Antwerpen             | 2      | 2020/21, 2021/22                                                                 |
|  | FC Brügge                   | 9      | 2009/10, 2010/11, 2011/12, 2012/13, 2014/15, 2015/16, 2018/19, 2019/20, 2020/21* |
|  | KRC Genk                    | 4      | 2012/13, 2013/14, 2016/17, 2021/22                                               |
|  | KAA Gent                    | 5      | 2010/11, 2016/17, 2018/19, 2019/20, 2020/21                                      |
|  | Sporting Lokeren            | 1      | 2014/15                                                                          |
|  | Standard Lüttich            | 8      | 2009/10, 2011/12, 2013/14, 2014/15, 2016/17, 2018/19, 2019/20, 2020/21           |
|  | Royale Union Saint-Gilloise | 3      | 2022/23, 2023/24, 2024/25                                                        |
|  | SV Zulte Waregem            | 2      | 2013/14, 2017/18                                                                 |

## Bulgarien
|  | Verein            | Anzahl | Teilnahmen                                                                      |
|  | ----------------- | ------ | ------------------------------------------------------------------------------- |
|  | Ludogorez Rasgrad | 9      | 2013/14, 2016/17, 2017/18, 2018/19, 2019/20, 2020/21, 2021/22, 2022/23, 2024/25 |
|  | Lewski Sofia      | 2      | 2009/10, 2010/11                                                                |
|  | ZSKA Sofia        | 3      | 2009/10, 2010/11, 2020/21                                                       |

## Dänemark
|  | Verein         | Anzahl | Teilnahmen                                                             |
|  | -------------- | ------ | ---------------------------------------------------------------------- |
|  | Aalborg BK     | 1      | 2014/15                                                                |
|  | Brøndby IF     | 1      | 2021/22                                                                |
|  | Esbjerg fB     | 1      | 2013/14                                                                |
|  | FC Kopenhagen  | 8      | 2009/10, 2011/12, 2012/13, 2014/15, 2016/17, 2017/18, 2018/19, 2019/20 |
|  | FC Midtjylland | 4      | 2015/16, 2021/22, 2022/23, 2024/25                                     |
|  | Odense BK      | 2      | 2010/11, 2011/12                                                       |

## Deutschland
|  | Verein                   | Anzahl | Teilnahmen                                                                       |
|  | ------------------------ | ------ | -------------------------------------------------------------------------------- |
|  | FC Augsburg              | 1      | 2015/16                                                                          |
|  | Hertha BSC               | 2      | 2009/10, 2017/18                                                                 |
|  | 1. FC Union Berlin       | 1      | 2022/23                                                                          |
|  | Werder Bremen            | 1      | 2009/10                                                                          |
|  | Borussia Dortmund        | 4      | 2010/11, 2015/16, 2017/18, 2021/22*                                              |
|  | Eintracht Frankfurt      | 5      | 2013/14, 2018/19, 2019/20, 2021/22, 2024/25                                      |
|  | SC Freiburg              | 4      | 2013/14, 2022/23, 2023/24, 2025/26                                               |
|  | Hamburger SV             | 1      | 2009/10                                                                          |
|  | Hannover 96              | 2      | 2011/12, 2012/13                                                                 |
|  | TSG 1899 Hoffenheim      | 3      | 2017/18, 2020/21, 2024/25                                                        |
|  | 1. FC Köln               | 1      | 2017/18                                                                          |
|  | RB Leipzig               | 3      | 2017/18, 2018/19, 2021/22*                                                       |
|  | Bayer 04 Leverkusen      | 9      | 2010/11, 2012/13, 2015/16, 2018/19, 2019/20, 2020/21, 2021/22, 2022/23*, 2023/24 |
|  | 1. FSV Mainz 05          | 1      | 2016/17                                                                          |
|  | Borussia Mönchengladbach | 4      | 2012/13, 2014/15, 2016/17, 2019/20                                               |
|  | FC Schalke 04            | 3      | 2011/12, 2015/16, 2016/17                                                        |
|  | VfB Stuttgart            | 3      | 2010/11, 2012/13, 2025/26                                                        |
|  | VfL Wolfsburg            | 3      | 2009/10, 2014/15, 2019/20                                                        |

## England
|  | Verein                  | Anzahl | Teilnahmen                                                             |
|  | ----------------------- | ------ | ---------------------------------------------------------------------- |
|  | FC Arsenal              | 5      | 2017/18, 2018/19, 2019/20, 2020/21, 2022/23                            |
|  | Aston Villa             | 1      | 2025/26                                                                |
|  | Birmingham City         | 1      | 2011/12                                                                |
|  | Brighton & Hove Albion  | 1      | 2023/24                                                                |
|  | FC Chelsea              | 2      | 2012/13, 2018/19                                                       |
|  | FC Everton              | 3      | 2009/10, 2014/15, 2017/18                                              |
|  | FC Fulham               | 2      | 2009/10, 2011/12                                                       |
|  | FC Liverpool            | 6      | 2009/10, 2010/11, 2012/13, 2014/15, 2015/16, 2023/24                   |
|  | Leicester City          | 2      | 2020/21, 2021/22                                                       |
|  | Manchester City         | 2      | 2010/11, 2011/12                                                       |
|  | Manchester United       | 7      | 2011/12, 2015/16, 2016/17, 2019/20, 2020/21*, 2022/23, 2024/25         |
|  | Newcastle United        | 1      | 2012/13                                                                |
|  | Nottingham Forest       | 1      | 2025/26                                                                |
|  | FC Southampton          | 1      | 2016/17                                                                |
|  | Stoke City              | 1      | 2011/12                                                                |
|  | Swansea City            | 1      | 2013/14                                                                |
|  | Tottenham Hotspur       | 8      | 2011/12, 2012/13, 2013/14, 2014/15, 2015/16, 2016/17, 2020/21, 2024/25 |
|  | West Ham United         | 2      | 2021/22, 2023/24                                                       |
|  | Wigan Athletic          | 1      | 2013/14                                                                |
|  | Wolverhampton Wanderers | 1      | 2019/20                                                                |

## Finnland
|  | Verein       | Anzahl | Teilnahmen       |
|  | ------------ | ------ | ---------------- |
|  | HJK Helsinki | 2      | 2014/15, 2022/23 |

## Frankreich
|  | Verein              | Anzahl | Teilnahmen                                                    |
|  | ------------------- | ------ | ------------------------------------------------------------- |
|  | Girondins Bordeaux  | 4      | 2012/13, 2013/14, 2015/16, 2018/19                            |
|  | EA Guingamp         | 1      | 2014/15                                                       |
|  | RC Lens             | 1      | 2023/24*                                                      |
|  | LOSC Lille          | 5      | 2009/10, 2010/11, 2014/15, 2020/21, 2025/26                   |
|  | Olympique Lyon      | 7      | 2012/13, 2013/14, 2016/17, 2017/18, 2021/22, 2024/25, 2025/26 |
|  | Olympique Marseille | 7      | 2009/10, 2012/13, 2015/16, 2017/18, 2018/19, 2021/22, 2023/24 |
|  | AS Monaco           | 3      | 2015/16, 2021/22, 2022/23                                     |
|  | FC Nantes           | 1      | 2022/23                                                       |
|  | OGC Nizza           | 5      | 2016/17, 2017/18, 2020/21, 2024/25, 2025/26                   |
|  | Paris Saint-Germain | 2      | 2010/11, 2011/12                                              |
|  | Stade Rennes        | 5      | 2011/12, 2018/19, 2019/20, 2022/23 2023/24                    |
|  | AS Saint-Étienne    | 4      | 2014/15, 2015/16, 2016/17, 2019/20                            |
|  | FC Toulouse         | 2      | 2009/10, 2023/24                                              |

## Griechenland
|  | Verein              | Anzahl | Teilnahmen                                                                                                 |
|  | ------------------- | ------ | --- |
|  | AEK Athen           | 5      | 2009/10, 2010/11, 2011/12, 2017/18, 2020/21, 2023/24                                                       |
|  | Panathinaikos Athen | 5      | 2009/10, 2012/13, 2014/15, 2016/17, 2023/24                                                                |
|  | Olympiakos Piräus   | 12     | 2011/12, 2012/13, 2014/15, 2015/16, 2016/17, 2018/19, 2019/20, 2020/21* 2021/22, 2022/23, 2023/24, 2024/25 |
|  | Aris Thessaloniki   | 1      | 2010/11 |
|  | PAOK Thessaloniki   | 9      | 2010/11, 2011/12, 2013/14, 2014/15, 2015/16, 2016/17, 2018/19, 2020/21, 2024/25                            |
|  | Asteras Tripolis    | 2      | 2014/15, 2015/16                                                                                           |

## Irland
|  | Verein          | Anzahl | Teilnahmen       |
|  | --------------- | ------ | ---------------- |
|  | Shamrock Rovers | 1      | 2011/12          |
|  | Dundalk FC      | 2      | 2016/17, 2020/21 |

## Israel
|  | Verein                      | Anzahl | Teilnahmen                                          |
|  | --------------------------- | ------ | --------------------------------------------------- |
|  | Hapoel Be’er Scheva         | 3      | 2016/17, 2017/18, 2020/21                           |
|  | Maccabi Haifa               | 3      | 2011/12, 2013/14, 2023/24                           |
|  | Hapoel Ironi Kirjat Schmona | 1      | 2012/13                                             |
|  | Hapoel Tel Aviv             | 3      | 2009/10, 2011/12, 2012/13                           |
|  | Maccabi Tel Aviv            | 6      | 2011/12, 2013/14, 2016/17, 2017/18, 2020/21 2024/25 |

## Italien
|  | Verein             | Anzahl | Teilnahmen                                                                                        |
|  | ------------------ | ------ | ------------------------------------------------------------------------------------------------- |
|  | Atalanta Bergamo   | 3      | 2017/18, 2021/22*, 2023/24                                                                        |
|  | AC Florenz         | 4      | 2013/14, 2014/15, 2015/16, 2016/17                                                                |
|  | FC Bologna         | 1      | 2025/26                                                                                           |
|  | CFC Genua          | 1      | 2009/10                                                                                           |
|  | Sampdoria Genua    | 1      | 2010/11                                                                                           |
|  | AC Mailand         | 4      | 2017/18, 2018/19, 2020/21, 2023/24*                                                               |
|  | Inter Mailand      | 5      | 2012/13, 2014/15, 2016/17, 2018/19, 2019/20                                                       |
|  | SSC Neapel         | 9      | 2010/11, 2012/13, 2013/14, 2014/15, 2015/16, 2017/18, 2018/19, 2020/21, 2021/22                   |
|  | US Palermo         | 1      | 2010/11                                                                                           |
|  | AS Rom             | 9      | 2009/10, 2014/15, 2016/17, 2019/20, 2020/21, 20222/23, 2023/24, 2024/25, 2025/26                  |
|  | Lazio Rom          | 11     | 2009/10, 2011/12, 2012/13, 2013/14, 2015/16, 2017/18, 2018/19, 2019/20, 2021/22, 2022/23, 2024/25 |
|  | US Sassuolo Calcio | 1      | 2016/17                                                                                           |
|  | FC Turin           | 1      | 2014/15                                                                                           |
|  | Juventus Turin     | 4      | 2009/10, 2010/11, 2013/14, 2022/23*                                                               |
|  | Udinese Calcio     | 2      | 2011/12, 2012/13                                                                                  |

## Kasachstan
|  | Verein                | Anzahl | Teilnahmen                         |
|  | --------------------- | ------ | ---------------------------------- |
|  | Schachtjor Qaraghandy | 1      | 2013/14                            |
|  | FK Astana             | 4      | 2016/17, 2017/18, 2018/19, 2019/20 |

## Kroatien
|  | Verein        | Anzahl | Teilnahmen                                                             |
|  | ------------- | ------ | ---------------------------------------------------------------------- |
|  | HNK Rijeka    | 4      | 2013/14, 2014/15, 2017/18, 2020/21                                     |
|  | Hajduk Split  | 1      | 2010/11                                                                |
|  | Dinamo Zagreb | 8      | 2009/10, 2010/11, 2013/14, 2014/15, 2018/19, 2020/21, 2021/22, 2025/26 |

## Lettland
|  | Verein       | Anzahl | Teilnahmen |
|  | ------------ | ------ | ---------- |
|  | FK RFS       | 1      | 2024/25    |
|  | FK Ventspils | 1      | 2009/10    |

## Luxemburg
|  | Verein         | Anzahl | Teilnahmen       |
|  | -------------- | ------ | ---------------- |
|  | F91 Düdelingen | 2      | 2018/19, 2019/20 |

## Moldawien
|  | Verein           | Anzahl | Teilnahmen                                                     |
|  | ---------------- | ------ | -------------------------------------------------------------- |
|  | Sheriff Tiraspol | 5      | 2009/10, 2010/11, 2013/14, 2017/18, 2021/22*, 2022/23, 2023/24 |

## Niederlande
|  | Verein                   | Anzahl | Teilnahmen |
|  | ------------------------ | ------ | --- |
|  | AZ Alkmaar               | 8      | 2010/11, 2011/12, 2013/14, 2015/16, 2016/17, 2019/20, 2020/21, 2024/25                                                |
|  | Ajax Amsterdam           | 13     | 2009/10, 2010/11, 2011/12, 2012/13, 2013/14, 2014/15, 2015/16, 2016/17, 2019/20, 2020/21*, 2022/23*, 2023/24, 2024/25 |
|  | Vitesse Arnheim          | 1      | 2017/18 |
|  | Go Ahead Eagles Deventer | 1      | 2015/26 |
|  | PSV Eindhoven            | 10     | 2009/10, 2010/11, 2011/12, 2012/13, 2013/14, 2014/15, 2019/20, 2020/21, 2021/22, 2022/23                              |
|  | Twente Enschede          | 5      | 2009/10, 2010/11, 2011/12, 2012/13, 2024/25                                                                           |
|  | FC Groningen             | 1      | 2015/16 |
|  | SC Heerenveen            | 1      | 2009/10 |
|  | Feyenoord Rotterdam      | 7      | 2014/15, 2016/17, 2019/20, 2020/21, 2022/23, 2023/24*, 2025/26                                                        |
|  | FC Utrecht               | 1      | 2010/11 |

## Nordmazedonien
|  | Verein        | Anzahl | Teilnahmen |
|  | ------------- | ------ | ---------- |
|  | Vardar Skopje | 1      | 2017/18    |

## Norwegen
|  | Verein              | Anzahl | Teilnahmen                                           |
|  | ------------------- | ------ | ---------------------------------------------------- |
|  | FK Bodø/Glimt       | 2      | 2022/23, 2024/25                                     |
|  | Molde FK            | 4      | 2012/13, 2015/16, 2020/21, 2023/24                   |
|  | Sarpsborg 08 FF     | 1      | 2018/19                                              |
|  | Tromsø IL           | 1      | 2013/14                                              |
|  | Rosenborg Trondheim | 6      | 2010/11, 2012/13, 2015/16, 2017/18, 2018/19, 2019/20 |

## Österreich
|  | Verein         | Anzahl | Teilnahmen                                                                                                   |
|  | -------------- | ------ | --- |
|  | Sturm Graz     | 5      | 2009/10, 2011/12, 2021/22, 2022/23, 2023/24                                                                  |
|  | LASK           | 3      | 2019/20, 2020/21, 2023/24                                                                                    |
|  | FC Salzburg    | 12     | 2009/10, 2010/11, 2011/12, 2013/14, 2014/15, 2016/17, 2017/18, 2018/19, 2019/20, 2020/21*, 2022/23*, 2025/26 |
|  | Austria Wien   | 4      | 2009/10, 2011/12, 2016/17, 2017/18                                                                           |
|  | Rapid Wien     | 9      | 2009/10, 2010/11, 2012/13, 2013/14, 2015/16, 2016/17, 2018/19, 2020/21, 2021/22                              |
|  | Wolfsberger AC | 2      | 2019/20, 2020/21                                                                                             |

## Polen
|  | Verein            | Anzahl | Teilnahmen                                           |
|  | ----------------- | ------ | ---------------------------------------------------- |
|  | Lech Posen        | 3      | 2010/11, 2015/16, 2020/21                            |
|  | Wisła Krakau      | 1      | 2011/12                                              |
|  | Legia Warschau    | 6      | 2011/12, 2013/14, 2014/15, 2015/16, 2016/17, 2021/22 |
|  | Raków Częstochowa | 1      | 2023/24                                              |

## Portugal
|  | Verein               | Anzahl | Teilnahmen                                                                                         |
|  | -------------------- | ------ | -------------------------------------------------------------------------------------------------- |
|  | Sporting Braga       | 11     | 2010/11, 2011/12, 2015/16, 2016/17, 2017/18, 2019/20, 2020/21, 2021/22, 2022/23, 2023/24*, 2024/25 |
|  | Académica de Coimbra | 1      | 2012/13                                                                                            |
|  | GD Estoril Praia     | 2      | 2013/14, 2014/15                                                                                   |
|  | Marítimo Funchal     | 1      | 2012/13                                                                                            |
|  | Nacional Funchal     | 1      | 2009/10                                                                                            |
|  | Vitória Guimarães    | 3      | 2013/14, 2017/18, 2019/20                                                                          |
|  | Belenenses Lissabon  | 1      | 2015/16                                                                                            |
|  | Benfica Lissabon     | 7      | 2009/10, 2010/11, 2012/13, 2013/14, 2018/19, 2019/20, 2020/21, 2023/24*                            |
|  | Sporting Lissabon    | 10     | 009/10, 2010/11, 2011/12, 2012/13, 2014/15, 2015/16, 2017/18, 2018/19, 2019/20, 2022/23*, 2023/24  |
|  | FC Paços de Ferreira | 1      | 2013/14                                                                                            |
|  | FC Porto             | 8      | 2010/11, 2011/12, 2013/14, 2015/16, 2019/20, 2021/22*, 2024/25, 2025/26                            |
|  | Rio Ave FC           | 1      | 2014/15                                                                                            |

## Rumänien
|  | Verein                        | Anzahl | Teilnahmen                                                             |
|  | ----------------------------- | ------ | ---------------------------------------------------------------------- |
|  | Dinamo Bukarest               | 1      | 2009/10                                                                |
|  | Rapid Bukarest                | 1      | 2011/12                                                                |
|  | Steaua Bukarest/FCSB Bukarest | 8      | 2009/10, 2010/11, 2011/12, 2012/13, 2014/15, 2016/17, 2017/18, 2024/25 |
|  | CFR Cluj                      | 4      | 2009/10, 2012/13, 2019/20, 2020/21                                     |
|  | Astra Giurgiu                 | 2      | 2014/15, 2016/17                                                       |
|  | Pandurii Târgu Jiu            | 1      | 2013/14                                                                |
|  | ACS Poli Timișoara            | 1      | 2009/10                                                                |
|  | Unirea Urziceni               | 1      | 2009/10                                                                |
|  | FC Vaslui                     | 1      | 2011/12                                                                |

## Russland
|  | Verein                 | Anzahl | Teilnahmen                                                     |
|  | ---------------------- | ------ | -------------------------------------------------------------- |
|  | Rubin Kasan            | 6      | 2009/10, 2010/11, 2011/12, 2012/13, 2013/14, 2015/16           |
|  | FK Krasnodar           | 5      | 2014/15, 2015/16, 2016/17, 2018/19, 2019/20, 2020/21*          |
|  | Kuban Krasnodar        | 1      | 2013/14                                                        |
|  | Anschi Machatschkala   | 2      | 2012/13, 2013/14                                               |
|  | Dynamo Moskau          | 1      | 2014/15                                                        |
|  | Lokomotive Moskau      | 4      | 2011/12, 2015/16, 2017/18, 2021/22                             |
|  | Spartak Moskau         | 4      | 2010/11, 2017/18, 2018/19, 2021/22                             |
|  | ZSKA Moskau            | 4      | 2010/11, 2017/18, 2019/20, 2020/21                             |
|  | FK Rostow              | 1      | 2016/17                                                        |
|  | Zenit Sankt Petersburg | 6      | 2010/11, 2012/13, 2014/15, 2016/17, 2017/18, 2018/19, 2021/22* |

## Schottland
|  | Verein          | Anzahl | Teilnahmen                                                                      |
|  | --------------- | ------ | ------------------------------------------------------------------------------- |
|  | Celtic Glasgow  | 9      | 2009/10, 2011/12, 2014/15, 2015/16, 2017/18, 2018/19, 2019/20, 2020/21, 2021/22 |
|  | Glasgow Rangers | 7      | 2010/11, 2018/19, 2019/20, 2020/21, 2021/22, 2023/24, 2024/25                   |

## Schweden
|  | Verein          | Anzahl | Teilnahmen                                  |
|  | --------------- | ------ | ------------------------------------------- |
|  | BK Häcken       | 1      | 2023/24                                     |
|  | IF Elfsborg     | 2      | 2013/14, 2024/25                            |
|  | Helsingborgs IF | 1      | 2012/13                                     |
|  | Malmö FF        | 5      | 2011/12, 2018/19, 2019/20, 2022/23, 2024/25 |
|  | Östersunds FK   | 1      | 2017/18                                     |
|  | AIK Solna       | 1      | 2012/13                                     |

## Schweiz
|  | Verein            | Anzahl | Teilnahmen                                                              |
|  | ----------------- | ------ | ----------------------------------------------------------------------- |
|  | FC Basel          | 6      | 2009/10, 2010/11, 2012/13, 2013/14, 2015/16, 2019/20                    |
|  | BSC Young Boys    | 8      | 2010/11, 2012/13, 2014/15, 2016/17, 2017/18, 2019/20, 2020/21, 2023/24* |
|  | FC Lausanne-Sport | 1      | 2010/11                                                                 |
|  | FC Lugano         | 2      | 2017/18, 2019/20                                                        |
|  | FC Sion           | 1      | 2015/16                                                                 |
|  | FC St. Gallen     | 1      | 2013/14                                                                 |
|  | FC Thun           | 1      | 2013/14                                                                 |
|  | FC Zürich         | 5      | 2011/12, 2014/15, 2016/17, 2018/19, 2022/23                             |
|  | Servette FC       | 1      | 2023/24                                                                 |

## Serbien
|  | Verein              | Anzahl | Teilnahmen                                           |
|  | ------------------- | ------ | ---------------------------------------------------- |
|  | Partizan Belgrad    | 6      | 2009/10, 2012/13, 2014/15, 2015/16, 2017/18, 2019/20 |
|  | Roter Stern Belgrad | 4      | 2017/18, 2020/21, 2021/22, 2022/23                   |
|  | FK TSC              | 1      | 2023/24                                              |

## Slowakei
|  | Verein            | Anzahl | Teilnahmen                |
|  | ----------------- | ------ | ------------------------- |
|  | Slovan Bratislava | 3      | 2011/12, 2014/15, 2019/20 |
|  | Spartak Trnava    | 1      | 2018/19                   |

## Slowenien
|  | Verein     | Anzahl | Teilnahmen                |
|  | ---------- | ------ | ------------------------- |
|  | NK Maribor | 3      | 2011/12, 2012/13, 2013/14 |

## Spanien
|  | Verein             | Anzahl | Teilnahmen                                                                      |
|  | ------------------ | ------ | ------------------------------------------------------------------------------- |
|  | Espanyol Barcelona | 1      | 2019/20                                                                         |
|  | Athletic Bilbao    | 8      | 2009/10, 2011/12, 2012/13, 2014/15, 2015/16, 2016/17, 2017/18, 2024/25          |
|  | FC Barcelona       | 2      | 2021/22*, 2022/23*                                                              |
|  | FC Getafe          | 2      | 2010/11, 2019/20                                                                |
|  | FC Granada         | 1      | 2020/21                                                                         |
|  | UD Levante         | 1      | 2012/13                                                                         |
|  | Atlético Madrid    | 5      | 2009/10, 2010/11, 2011/12, 2012/13, 2017/18                                     |
|  | Betis Sevilla      | 6      | 2013/14, 2018/19, 2021/22, 2022/23, 2023/24, 2025/26                            |
|  | FC Sevilla         | 6      | 2010/11, 2013/14, 2014/15, 2015/16, 2018/19, 2019/20, 2021/22*, 2022/23*        |
|  | Real Sociedad      | 5      | 2017/18, 2020/21, 2021/22, 2022/23, 2024/25                                     |
|  | FC Valencia        | 5      | 2009/10, 2011/12, 2013/14, 2015/16, 2018/19                                     |
|  | Celta Vigo         | 2      | 2016/17, 2025/26                                                                |
|  | FC Villarreal      | 9      | 2009/10, 2010/11, 2014/15, 2015/16, 2016/17, 2017/18, 2018/19, 2020/21, 2023/24 |

## Tschechien
|  | Verein          | Anzahl | Teilnahmen                                                                      |
|  | --------------- | ------ | ------------------------------------------------------------------------------- |
|  | FK Jablonec     | 1      | 2018/19                                                                         |
|  | Slovan Liberec  | 4      | 2013/14, 2015/16, 2016/17, 2020/21                                              |
|  | Viktoria Pilsen | 9      | 2011/12, 2012/13, 2013/14, 2015/16, 2016/17, 2017/18, 2018/19, 2024/25, 2025/26 |
|  | Slavia Prag     | 6      | 2009/10, 2017/18, 2018/19, 2020/21, 2023/24, 2024/25                            |
|  | Sparta Prag     | 9      | 2009/10, 2010/11, 2012/13, 2014/15, 2015/16, 2016/17, 2020/21, 2021/22, 2023/24 |
|  | FC Fastav Zlín  | 1      | 2017/18                                                                         |

## Türkei
|  | Verein                 | Anzahl | Teilnahmen                                                             |
|  | ---------------------- | ------ | ---------------------------------------------------------------------- |
|  | Akhisarspor            | 1      | 2018/19                                                                |
|  | Osmanlıspor FK         | 1      | 2016/17                                                                |
|  | Sivasspor              | 1      | 2020/21                                                                |
|  | Istanbul Başakşehir FK | 2      | 2017/18, 2019/20                                                       |
|  | Beşiktaş Istanbul      | 8      | 2010/11, 2011/12, 2014/15, 2015/16, 2016/17, 2018/19, 2019/20, 2024/25 |
|  | Fenerbahçe Istanbul    | 8      | 2009/10, 2012/13, 2015/16, 2016/17, 2018/19, 2021/22, 2022/23, 2024/25 |
|  | Galatasaray Istanbul   | 6      | 2009/10, 2015/16, 2018/19, 2021/22, 2023/24*, 2024/25                  |
|  | Konyaspor              | 2      | 2016/17, 2017/18                                                       |
|  | Trabzonspor            | 5      | 2011/12, 2013/14, 2014/15, 2019/20, 2022/23                            |

## Ukraine
|  | Verein               | Anzahl | Teilnahmen                                                                                         |
|  | -------------------- | ------ | -------------------------------------------------------------------------------------------------- |
|  | Metalist Charkiw     | 3      | 2010/11, 2011/12, 2012/13, 2014/15                                                                 |
|  | FK Dnipro            | 4      | 2012/13, 2013/14, 2014/15, 2015/16                                                                 |
|  | Schachtar Donezk     | 9      | 2009/10, 2013/14, 2015/16, 2016/17, 2018/19, 2019/20, 2020/21*, 2022/23*, 2023/24*                 |
|  | Dynamo Kiew          | 11     | 2010/11, 2011/12, 2012/13, 2013/14, 2014/15, 2017/18, 2018/19, 2019/20, 2020/21*, 2022/23, 2024/25 |
|  | Sorja Luhansk        | 3      | 2016/17, 2017/18, 2020/21                                                                          |
|  | Karpaty Lwiw         | 1      | 2010/11                                                                                            |
|  | Tschornomorez Odessa | 1      | 2013/14                                                                                            |
|  | FK Oleksandrija      | 1      | 2019/20                                                                                            |
|  | Worskla Poltawa      | 2      | 2011/12, 2018/19                                                                                   |

## Ungarn
|  | Verein               | Anzahl | Teilnahmen                         |
|  | -------------------- | ------ | ---------------------------------- |
|  | Ferencváros Budapest | 4      | 2019/20, 2021/22, 2022/23, 2024/25 |
|  | Debreceni Vasutas SC | 1      | 2010/11                            |
|  | Videoton FC/Vidi FC  | 2      | 2012/13, 2018/19                   |

## Zypern
|  | Verein           | Anzahl | Teilnahmen                         |
|  | ---------------- | ------ | ---------------------------------- |
|  | AEK Larnaka      | 3      | 2011/12, 2018/19, 2022/23          |
|  | AEL Limassol     | 1      | 2012/13                            |
|  | Apollon Limassol | 4      | 2013/14, 2014/15, 2017/18, 2018/19 |
|  | APOEL Nikosia    | 5      | 2013/14, 2015/16, 2016/17, 2019/20 |
|  | Aris Limassol    | 1      | 2023/24                            |
|  | Omonia Nikosia   | 2      | 2020/21, 2022/23                   |